# Euchilichthys boulengeri
Euchilichthys boulengeri är en fiskart som beskrevs av Nichols och La Monte, 1934. Euchilichthys boulengeri ingår i släktet Euchilichthys och familjen Mochokidae. IUCN kategoriserar arten globalt som otillräckligt studerad. Inga underarter finns listade i Catalogue of Life.